# Angela Ranft
Angela Ranft (* 7. Dezember 1969 in Weißwasser) ist eine ehemalige Radrennfahrerin aus der DDR.
Ihren ersten größeren Erfolg hatte sie mit dem Gesamtsieg in der Etappenfahrt „Freundschaft“ im tschechischen Orlová 1987, die sie vor Petra Rossner gewann. 1988 startete Angela Ranft bei den Olympischen Spielen in Seoul und belegte im Straßenrennen Platz 25. Zweimal – 1987 und 1989 – gewann sie das tschechoslowakische Etappenrennen Gracia Orlová. 1986 wurde sie Dritte der DDR-Straßenmeisterschaft, 1987 und 1988 Zweite. Bei den Berliner Winterbahnrennen wurde sie 1986 Dritte in der Einerverfolgung und 1987 Zweite. 1987 belegte sie Platz zwei im Punktefahren.
Angela Ranft startete für den SC Karl-Marx-Stadt.